# Pascal Wehrlein
Pascal Wehrlein (født 18. oktober 1994 i Sigmaringen) er en tysk racerkører, der i 2016-sæsonen kører Formel 1 for Manor Racing, hvilket blev hans debut i løbsserien.

## Historie
Han er født og opvokset i Sigmaringen i Baden-Württemberg, med en mor fra Mauritius og faren fra Tyskland. 
Wehrlein begyndte at køre gokart i 2003, og i 2010 debuterede han i formelklassen ADAC Formel Masters, som han vandt året efter. 
Som 18-årig fik Wehrlein i 2013 debut i Deutsche Tourenwagen Masters. Året efter endte han på en samlet 8. plads, mens han i 2015 som den yngste nogensinde vandt serien.

## Formel 1
I september 2014 blev det offentliggjort at Pascal Wehrlein skulle være test- og reservekører fra Mercedes GP i Formel 1. Fra 2016 fik han fast sæde hos Formel 1-feltets mindste team, Manor Racing. Dette skete efter aftale med Mercedes, som også leverede motorer til Manor. Manor fik som en del af aftalen adgang til Mercedes' vindtunnel, når teamets biler skulle testes.

## Resultater

### Karriereoversigt
| Sæson | Serie / Mesterskab        | Team                          | Løb       | Sejre     | Poles     | H/omgange | Podiepladser | Point     | Plads     |
| ----- | ------------------------- | ----------------------------- | --------- | --------- | --------- | --------- | ------------ | --------- | --------- |
| 2010  | ADAC Formel Masters       | ADAC Berlin-Brandenburg e.V.  | 20        | 1         | 1         | 1         | 4            | 147       | 6.        |
| 2011  | ADAC Formel Masters       | ADAC Berlin-Brandenburg e.V.  | 24        | 8         | 7         | 4         | 13           | 331       | 1.        |
| 2012  | Formel 3 Euroseries       | Mücke Motorsport              | 24        | 1         | 1         | 1         | 11           | 226       | 2.        |
| 2012  | Formel 3 Europamesterskab | Mücke Motorsport              | 20        | 1         | 1         | 1         | 6            | 179       | 4.        |
| 2012  | Formel 3 Masters          | Mücke Motorsport              | 1         | 0         | 0         | 0         | 0            | N/A       | 5.        |
| 2012  | Macaos Grand Prix         | Mücke Motorsport              | 1         | 0         | 0         | 0         | 0            | N/A       | 4.        |
| 2013  | Formel 3 Europamesterskab | Mücke Motorsport              | 3         | 1         | 2         | 2         | 3            | 49        | 14.       |
| 2013  | DTM                       | Mücke Motorsport              | 10        | 0         | 0         | 1         | 0            | 3         | 22.       |
| 2014  | DTM                       | HWA Team                      | 10        | 1         | 1         | 0         | 1            | 46        | 8.        |
| 2014  | Formel 1                  | Mercedes AMG Petronas F1 Team | Testkører | Testkører | Testkører | Testkører | Testkører    | Testkører | Testkører |
| 2015  | DTM                       | HWA AG                        | 18        | 2         | 0         | 1         | 5            | 169       | 1.        |
| 2015  | Formel 1                  | Mercedes AMG Petronas F1 Team | Testkører | Testkører | Testkører | Testkører | Testkører    | Testkører | Testkører |
| 2015  | Formel 1                  | Sahara Force India F1 Team    | Testkører | Testkører | Testkører | Testkører | Testkører    | Testkører | Testkører |
| 2016  | Formel 1                  | Manor Racing MRT              | 21        | 0         | 0         | 0         | 0            | 1         | 19.       |
| 2016  | Formel 1                  | Mercedes AMG Petronas F1 Team | Testkører | Testkører | Testkører | Testkører | Testkører    | Testkører | Testkører |

### Komplette Formel 1-resultater
(Forklaring) (Resultater i fed skrift indikerer pole position, resultater i kursiv indikerer hurtigste omgang)
| År   | Team         | Chassis     | Motor                               | 1      | 2      | 3      | 4      | 5      | 6      | 7      | 8       | 9      | 10      | 11     | 12     | 13      | 14      | 15     | 16     | 17     | 18     | 19      | 20     | 21     | Plads | Point |
| ---- | ------------ | ----------- | ----------------------------------- | ------ | ------ | ------ | ------ | ------ | ------ | ------ | ------- | ------ | ------- | ------ | ------ | ------- | ------- | ------ | ------ | ------ | ------ | ------- | ------ | ------ | ----- | ----- |
| 2016 | Manor Racing | Manor MRT05 | Mercedes PU106C 1,6 V6 turbo hybrid | AUS 16 | BHR 13 | CHN 18 | RUS 18 | ESP 16 | MON 14 | CAN 17 | EUR Ret | AUT 10 | GBR Ret | HUN 19 | GER 17 | BEL Ret | ITA Ret | SIN 16 | MAL 15 | JPN 22 | USA 17 | MEX Ret | BRA 15 | ABU 14 | 19.   | 1     |